# Белелюбский, Николай Аполлонович
Николай Аполло́нович Белелю́бский (1 [13] марта 1845, Харьков — 4 августа 1922, Петроград) — русский инженер и учёный в области строительной механики и мостостроения, действительный член Императорской Академии художеств, заслуженный профессор; тайный советник.

## Биография
Родился в Харькове в семье известного инженера путей сообщения.
Белелюбский после окончания Таганрогской классической мужской гимназии (1862; Золотая медаль) учился в Петербургском институте инженеров путей сообщения, который блестяще закончил в 1867 году, и был оставлен в вузе репетитором кафедры строительной механики. В 1873 году он уже экстраординарный профессор, а в 1878 году — ординарный профессор, заведующий кафедрой и механической лабораторией Института. С 1884 года состоял деятельным членом международных совещаний и конгрессов по установлению однообразных способов испытания строительных материалов, являясь представителем от России в совете международного общества испытания материалов. Белелюбский был удостоен звания доктора-инженера Берлинской высшей технической школы, состоял действительным членом Академии художеств.
В Институте инженеров путей сообщения он основал лабораторию по испытанию материалов, которая получила значение центральной станции для механического исследования строительных материалов. Белелюбский, в качестве представителя лаборатории, участвовал в выработке принятых в России новейших правил и условий приёмки строительных материалов — цемента, металлов и прочего. О деятельности лаборатории за первые 10 лет её существования посвящена статья Белелюбского «Механическая лаборатория» в «Сборнике Института инженеров путей сообщения» (1875. — VII).
Белелюбский руководил работами студентов по проектированию дипломных мостов, преподавал также строительную механику и строительное искусство в горном институте и в Институте гражданских инженеров. С 1895 года профессор Белелюбский читал курс испытания материалов в институте инженеров путей сообщения и в Высшем художественном училище при Академии художеств, а с 1906 года на Высших женских политехнических курсах. В 1895 году он был избран действительным членом Академии художеств, а в 1897 году ему было присвоено звание заслуженного профессора Института инженеров путей сообщения.
В конце 1905 года Н. А. Белелюбский тайным голосованием членов Совета был избран директором Института инженеров путей сообщения. Однако правительство не утвердило его в должности по причине подписания им письменного протеста против действий полиции в отношении студенческой демонстрации в Петербурге в 1905 году, и в связи с этим Белелюбский вынужден был «отказаться» от поста.
Умер 4 августа 1922 года в Петрограде. Похоронен на Новодевичьем кладбище в Петрограде.

## Мостостроение
Белелюбский автор проектов большого числа мостов, причём для большинства из них применёна в России раньше, чем в других государствах, предложенная профессором Белелюбским конструкция свободных поперечных балок.
| Годы      | Длина моста, м | Тип моста | Примечание | См.также     |
| --------- | -------------- | --------- | --- | ------------ |
| 1869—1881 | 90             | ж/д       | Замена на Николаевской железной дороге деревянных мостов, построенных в 1840—1850-х годах по системе Гау-Журавского железными стала одной из первых серьёзных работ профессора Белелюбского                                                                                  | Николаевский |
| 1910—1912 | 538            | ж/д       | Возглавлял проект строительства Финляндского железнодорожного моста. Руководил коллективом, в который входили инженеры Г. Г. Кривошеин, И. Г. Александров, архитектор В. П. Апышков. Разводной мост через Неву находится на Финляндской соединительной железнодорожной ветке | Финляндский  |

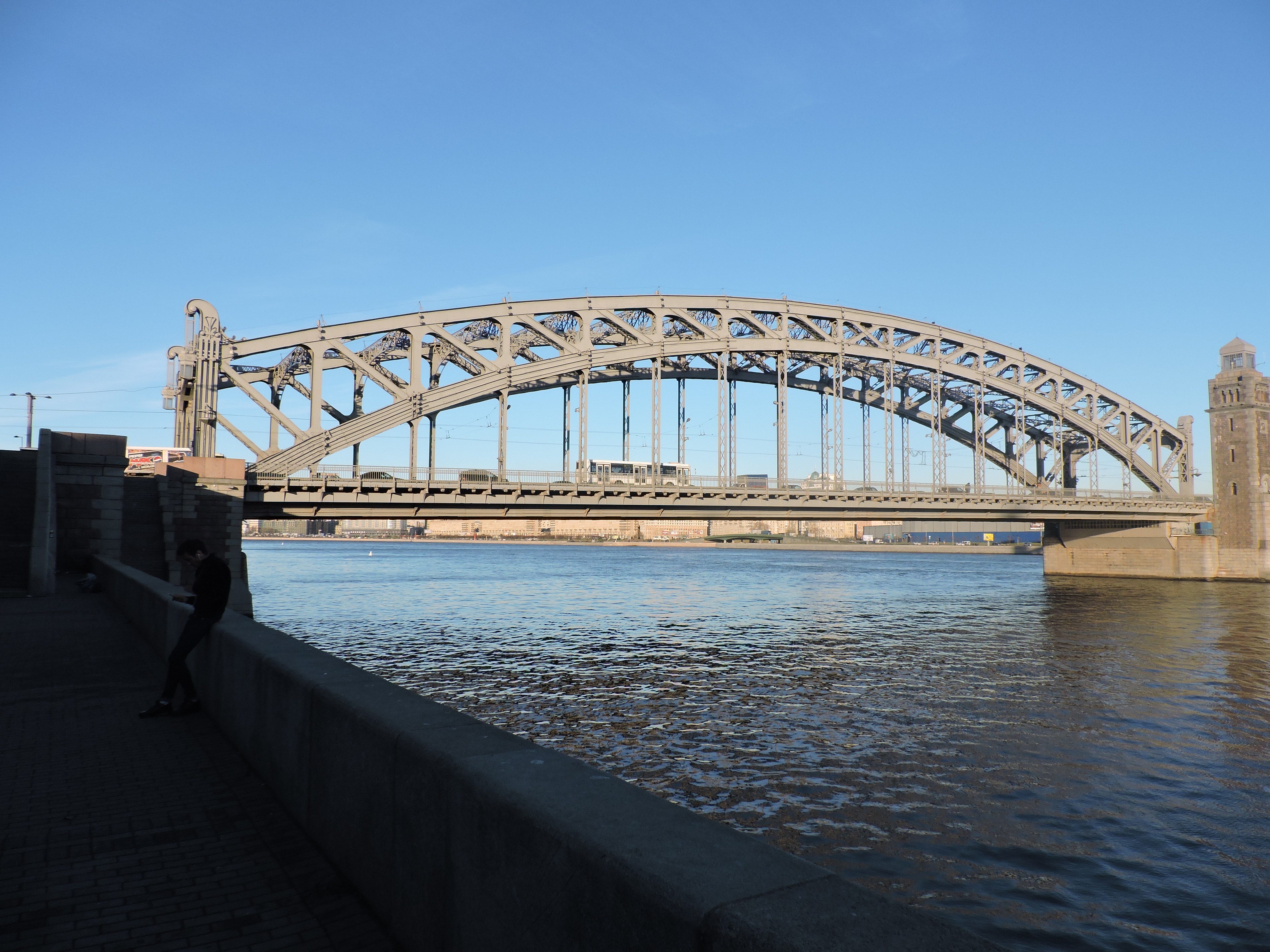
Большеохтинский мост в Санкт-Петербурге

Кроме того, осуществил проекты железнодорожных мостов: 
- Александровский – через Волгу у Сызрани (13 пролётов по 50 саженей (общая длина 695 саженей или 1483,13 м);
- Амурский – через р.Днепр у Екатеринослава (15 пролётов по 39 саженей или 1248,39 м);
- Дёмский — через реку Белую, и Шакшинский — через реку Уфу на Самаро-Златоустовской железной дороге в городе Уфе;
- через Иртыш, Тобол, Ишим, Обь и другие реки на Транссибирской железной дороге;
- через Дон на Юго-Восточных железных дорогах;
- через реку Ингулец в Кривом Роге на Екатерининской железной дороге;
- через Бузан (рукав Волги) у Астрахани на Рязано-Уральской железной дороге;
- Романовский – через Волгу у Свияжска (6 пролётов по 75 саженей или 960,3 м).

Белелюбским спроектированы также городские и шоссейные мосты: 
- через Мсту в Боровичах. Мост носит его имя.[3];
- через Днепр в Смоленске;
- через Вилию в Вильне;
- через Русановскую протоку в Киеве;
- через Неман у Олиты.

Лично Н. А. Белелюбским и под его руководством разработано больше 100 проектов больших мостов. Общая длина мостов, построенных по его проектам, превышает 17 км.

## Научно-просветительская деятельность
На всех международных выставках: в Эдинбурге (1890), Чикаго (1893), Стокгольме (1897) и пяти, проходивших в Париже, — творчество Н. А. Белелюбского было представлено книгами, чертежами и моделями построенных по его проектам мостов. На Парижской выставке в 1900 году Н. А. Белелюбский был удостоен высшей награды.

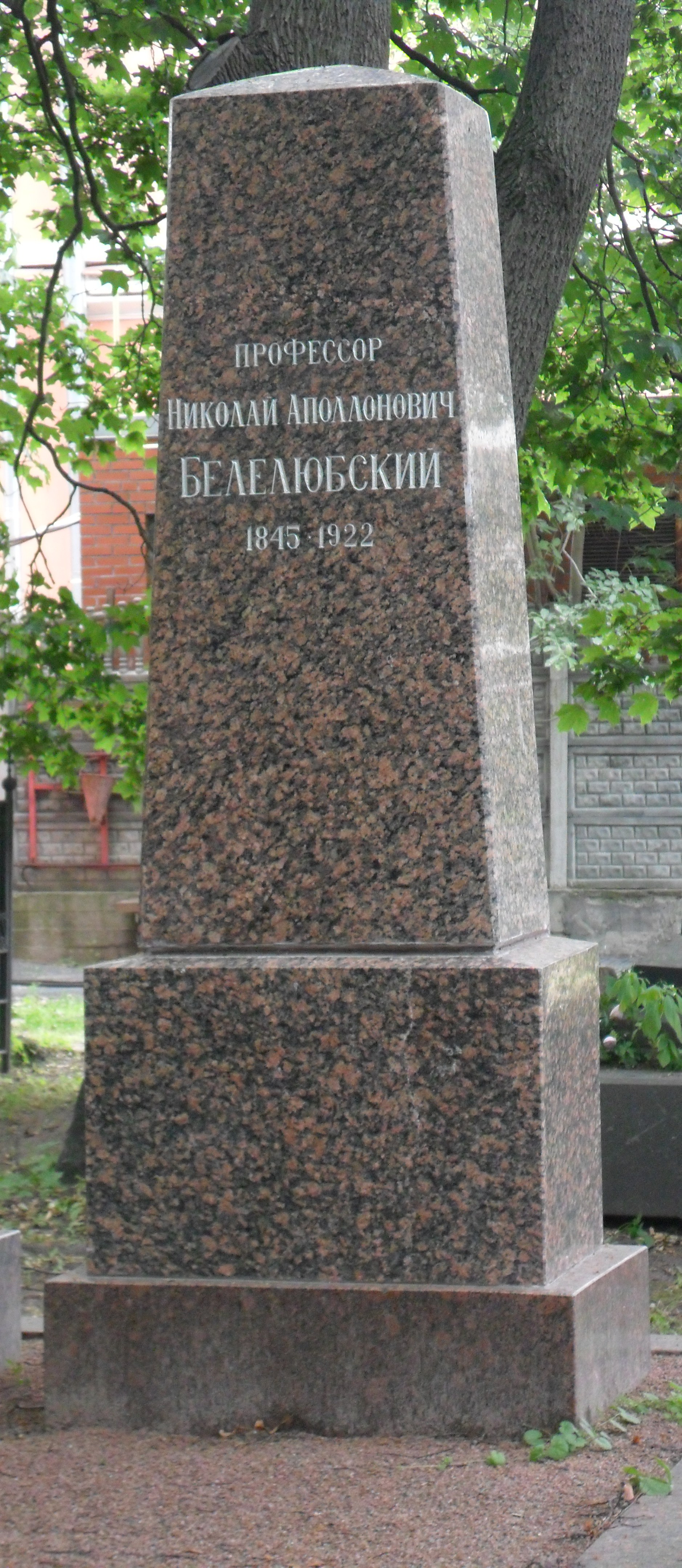
Могила Н.А. Белелюбского на кладбище Новодевичьего монастыря в Санкт-Петербурге

### Публикации
Труды Белелюбского касаются расчёта и проектирования мостов: перевод сочинения Лесля и Шюблера «Расчёт ферм железных мостов» (2 части), из которых первая напечатана в «Журнале министерства путей сообщения» в 1868 году, а вторая отдельно в 1871-м; «Строительная механика» (лекции, 1895); брошюры на русском и немецком языках по разным вопросам мостовой практики; таблицы для подбора сечений и исчисления веса при проектировании железных сооружений, многие статьи в «Журнале министерства путей сообщения» (1911 — «Что знают за границей о русских мостах?»; ранее того: «Мостовые этюды» — о скалывающих силах и др.), «Записки Императорского русского технического общества», «Известия собрания инженеров путей сообщения» и в разных технических журналах на французском, немецком и английском языках.

## Память
- Именем названа улица в Кривом Роге[4].